# Cuộc nổi dậy Tạ Văn Phụng
Cuộc nổi dậy Tạ Văn Phụng, hay còn gọi là Cuộc bạo loạn ven biển hoặc Nạn giặc biển; là cuộc nổi dậy do Tạ Văn Phụng lãnh đạo chống lại triều đình nhà Nguyễn ở vùng ven biển Bắc Kỳ diễn ra từ năm 1861 đến năm 1865.
Lê Duy Phụng tên thật là Tạ Văn Phụng, trước đã từng tham gia trong lực lượng Pháp tiến đánh Nam Kỳ. Đầu năm 1862, ông mạo xưng là Lê Duy Minh, con cháu nhà Lê để nổi dậy chống lại triều đình, nổi lên cướp phá ở vùng ven biển gây thêm khó khăn cho triều Nguyễn. Theo nhà nghiên cứu Đào Duy Anh thì Lê Duy Phụng hẳn là hành động theo lệnh Pháp vì khi đó Pháp đang xâm chiếm Nam Kỳ. Cuộc nổi dậy đã được các nhóm nổi dậy khác ở khắp Bắc Kỳ như Hải Dương, Bắc Ninh, Sơn Tây, Thái Nguyên, Tuyên Quang, Thanh Hoá, Nghệ An và hải tặc ngoài biển ủng hộ.
Ông Phụng đã liên kết với một đạo trưởng tên Trường nổi lên ở miền Quảng Yên vào tháng 12 năm Tân Dậu (1861). Tháng 8 năm 1862 quân của Phụng vây đánh tỉnh thành Hải Dương. Triều đình phải sai Binh bộ Thượng thư Trương Quốc Dụng đem quân Kinh và quân Thanh-Nghệ ra công tiễu, giải vây Hải Dương cuối tháng 9.
Để tăng thêm thanh thế, Phụng liên kết với Nguyễn Văn Thịnh, tức Cai tổng Vàng, đánh phủ Lạng Giang, huyện Yên Dũng và Bắc Ninh nhiều phen rất nguy ngập. Đă có lần Lê Duy Phụng cho người vào Nam Kỳ điều đình với Thiếu tướng Bonnard đem quân ra giúp, hứa nếu thành công thì ông sẽ để cho Pháp bảo hộ nhưng không thành vì lúc này Pháp còn lo củng cố xứ Nam Kỳ và đang cần tạm thời có sự hòa hảo với triều đình Huế. Sau quân của Phụng chiếm miền duyên hải để tiện việc tiến thoái.
Tình hình nguy ngập nên tháng 6 năm 1863, triều đình lại phải phái Nguyễn Tri Phương thay Trương Quốc Dụng. Cuối năm 1863, Lê Duy Phụng tập hợp hơn 500 chiến thuyền ở Cát Bà và núi Đồ Sơn để đem quân đi đánh kinh đô Huế nhưng gặp bão bị đắm rất nhiều.
Tháng 7 năm 1864 quân khởi nghĩa Lê Duy Phụng giành được một thắng lợi lớn ở La Khê thuộc Quảng Yên. Hiệp thống Trương Quốc Dụng cùng các thuộc hạ như Tán lý Văn Đức Khuê, Tán tương Trần Huy Sách và Chưởng vệ Hồ Thiện đều bị hạ sát. Tháng 5 năm 1865 quân của Phụng với hơn 300 chiến thuyền lại từ hải đảo vào cướp phá miền duyên hải nhưng bị Nguyễn Tri Phương sai Nguyễn Văn Vỹ hợp cùng hải quân nhà Thanh đón đánh, quân của Phụng thảm bại. Từ đó về sau quân khởi nghĩa liên tiếp bại trận. Tháng 8 năm 1865, Đốc binh Ông Ích Khiêm cùng với quân Thanh ở Khâm Châu tiến công, lấy lại thành Hải Ninh bị chiếm đã lâu, bộ hạ của Phụng bị bắt rất nhiều. Lê Duy Phụng cũng phải bỏ chạy vào Trung Kỳ nhưng bị bắt và bị giải về kinh đô Huế xử tử.